# مارينا باي ساندز
مارينا باي ساندز (بالإنجليزية: Marina Bay Sands)‏  هو منتجع متكامل يواجه مارينا باي في سنغافورة وهو مملوك من قبل لاس فيغاس ساندز كوربوريشن. في افتتاحه سنة 2010، صُنف كأكثر كازينو مستقل الملكية تكلفة في العالم إذ كلّف إنشاؤه 8 ملايير دولار سنغافوري بما في ذلك تكلفة الأرض. صُمِم المنتجع من قبل موشيه صفدي وهو يتضمن 2561 غرفة مبيت، مركز معارض بمساحة 120,000 متر مربع (1,300,000 قدم2)، مول (مركز تجاري) مارينا باي ساندز بمساحة 74,000 متر مربع (800,000 قدم2)، متحف، مسرحين واسعين، سبعة مطاعم «سيليبريتي شيف»، جناحين عائمين من، معارض فنية-علمية، وأكبر قاعة قمار في العالم ب500 طاولة و1600 آلة سلوت. يقع المجمع (ثلاثة أبراج من 55 طابق) تحت سكاي-بارك بارتفاع 340 متر (1,120 قدم) بسعة 3900 شخص وحمام سباحة لا نهائي بطول 150 متر (490 قدم) بُنِي على منصة أوسع كابول عمومي في العالم حيث يتدلى من البرج الشمالي على طول 67 متر (220 قدم). تم تصميم المنتجع البالغة مساحته 20 هكتار من قبل المهندس المعماري موشيه صفدي. 
كان من المقرر افتتاح مارينا باي ساندز في الأصل في عام 2009، ولكن عملية البناء واجهت تأخرات ناتجة أساسا عن ارتفاع تكاليف مواد البناء وعن نقص اليد العاملة في البداية. ساهمت الأزمة المالية العالمية أيضا في الضغط على المالك «لاس فيغاس ساندز» لتأجيل مشاريعها في أماكن أخرى حتى استكمال منتجعها المتكامل. تم افتتاح الكازينو الذي يقع أمام الأبراج الثلاثة رسميا في 27 أبريل / نيسان 2010 وتم افتتاح المنتجع والسكاي-بارك رسميا في 23 و24 يونيو / حزيران من نفس العام للاحتفال على مدى يومين. انتهت عملية بناء المسرحين في الوقت المحدد في 30 نونبر / تشرين الثاني حيث تم تقديم عرض للرقص والموسيقى الإيرلندية معروف باسم ريفيردانس. أما حلبة التزلج الداخلية التي تستخدم الثلج الاصطناعي فافتتحت بأداءٍ لميشيل كوان في 18 دجنبر / كانون الأول. متحف الآرت-ساينس الخارجي الذي على شكل زهرة اللوتس افتتح للجمهور لأول مرة في 17 فبراير /شباط 2011 بعرض فني لمدة 13 دقيقة من أضواء الليزر وعرض للماء يسمى Wonder Full وبذلك تكون جميع أجزاء المنتجع المتكامل قد افتتحت. الجزء الأخير من مارينا باي ساندز؛ الجناحين العائمين تم فتحهما أخيرا للجمهور عندما قام المستأجرين الإثنين لوي فيتون وبانجيا كلوب بفتحهما في 18 و22 شتنبر / أيلول 2011 على التوالي.

## المواصلات
عبر القطار السريع (MRT):
- خط شمال جنوب : (26 محطة بطول 45 كم) محطة مارينا باي بين محطة مرفأ سفن مارينا الجنوبي ومحطة ساحة رافلز.
- الخط الدائري : (30 محطة بطول 35.5 كم) محطة مارينا باي بين محطة باي فرونت ومحطة الأمير إدوارد.
- خط ساحل طومسون الشرقي : (31 محطة بطول 43 كم) محطة مارينا باي بين محطة مارينا ساوث ومحطة طريق شينتوي.

عن طريق الحافلات العامة:
- الخدمات: 97/97e ،106،133،502/502A ،518/518A ،NR1 ،NR6.

عن طريق التاكسي المائي:
- من غراند كوبثورن، جانب رافلز، قارب الرصيف، نقطة جانب النهر، ورصيف روبيرتسون.

## في الثقافة الشعبية
فيلم الإثارة والتشويق يوم الاستقلال: عودة (2016) صور مشهدا لتدمير المنتجع بفعل الجاذبية القوية بعدما قامت مركبة فضائية غريبة بالحَـوْم في المكان. أما في فيلم أغنياء آسيويون مجانين (2018) تم تصوير المناظر الطبيعية الخلابة المحيطة بالمكان وكذلك تم تصوير المشهد الختامي للفيلم في المكان.

## معرض الصور

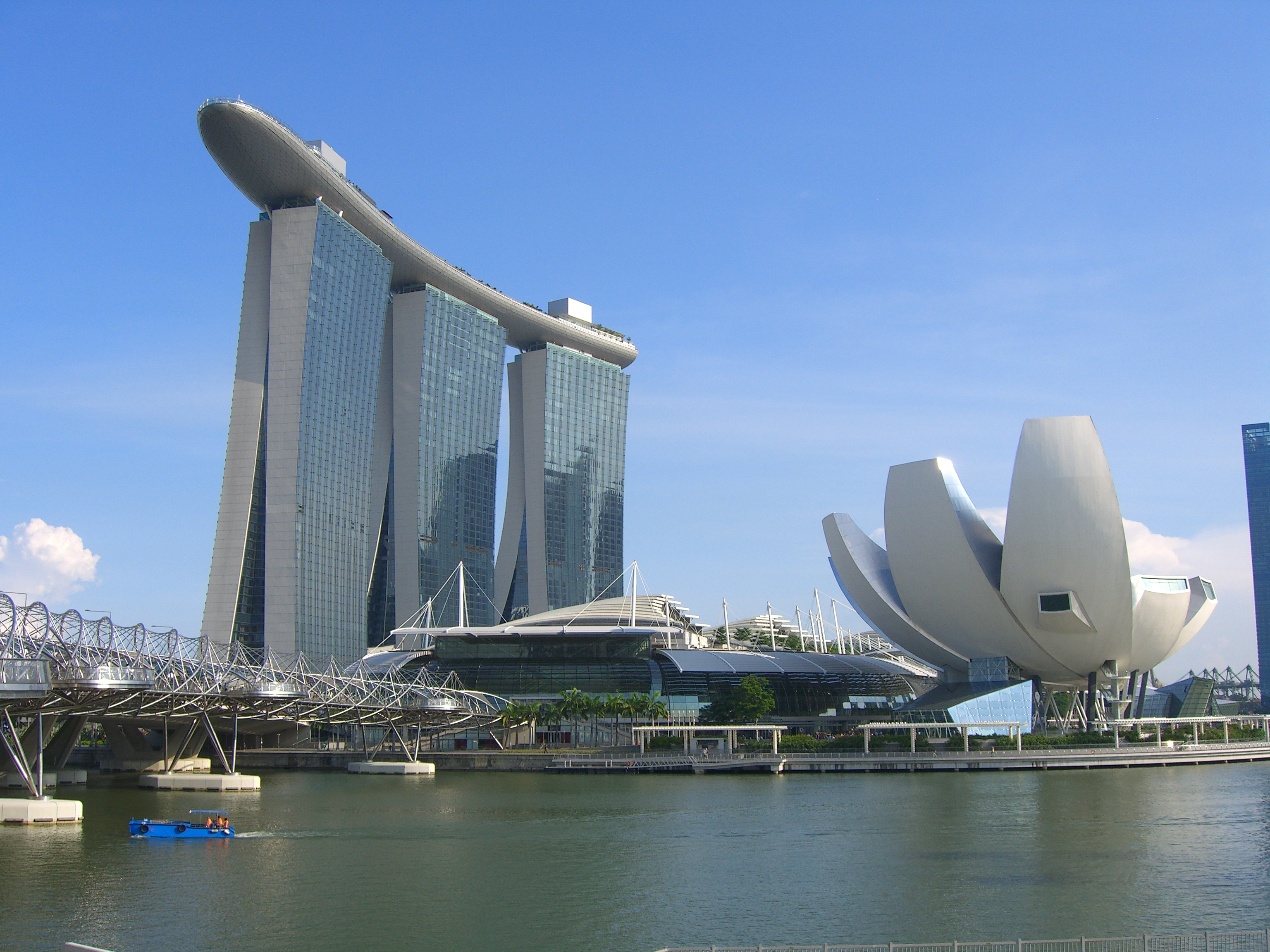
المجمع كاملا
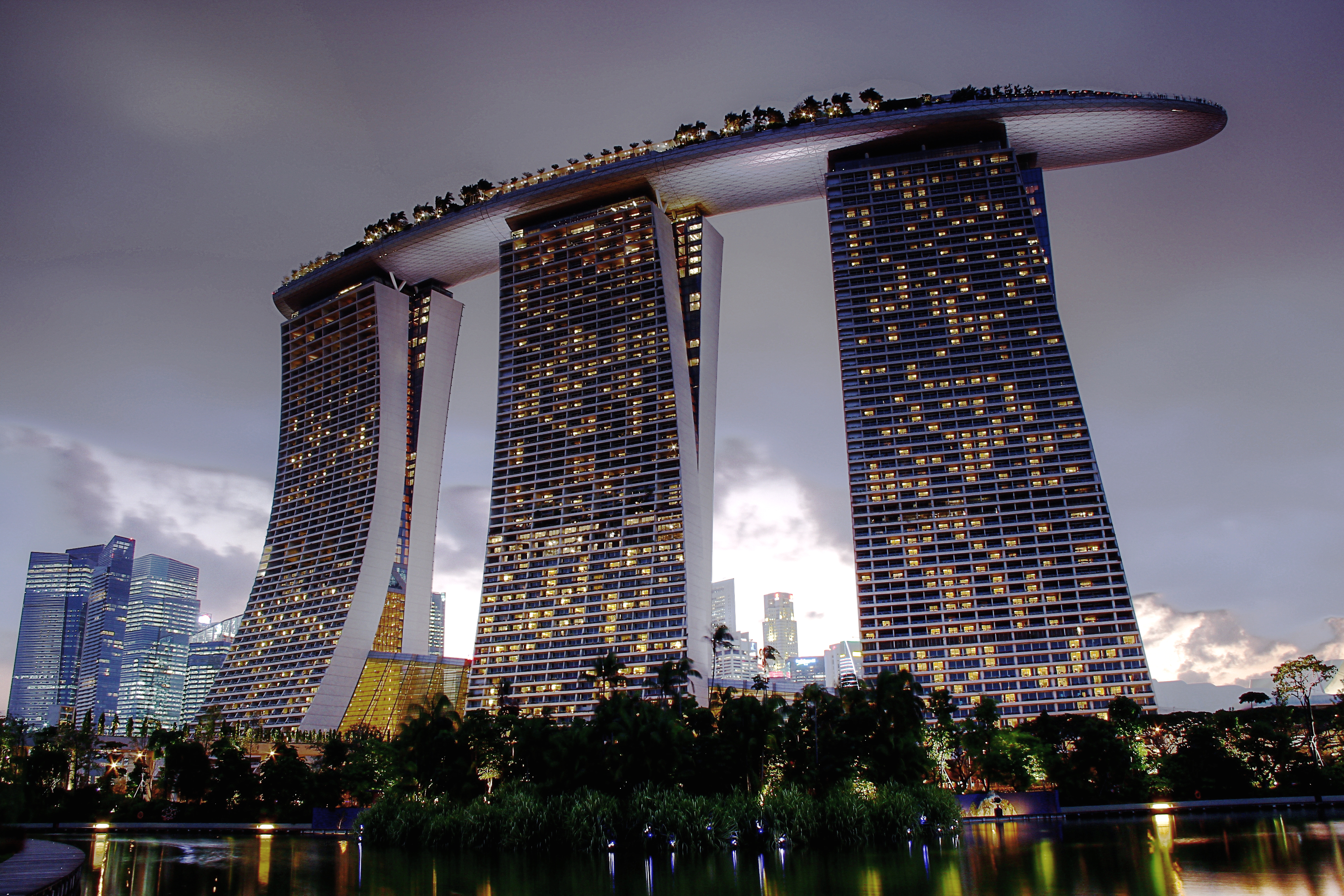
الأبراج الثلاثة تحتل المركز 23 بين أطول الأبراج في سنغافورة
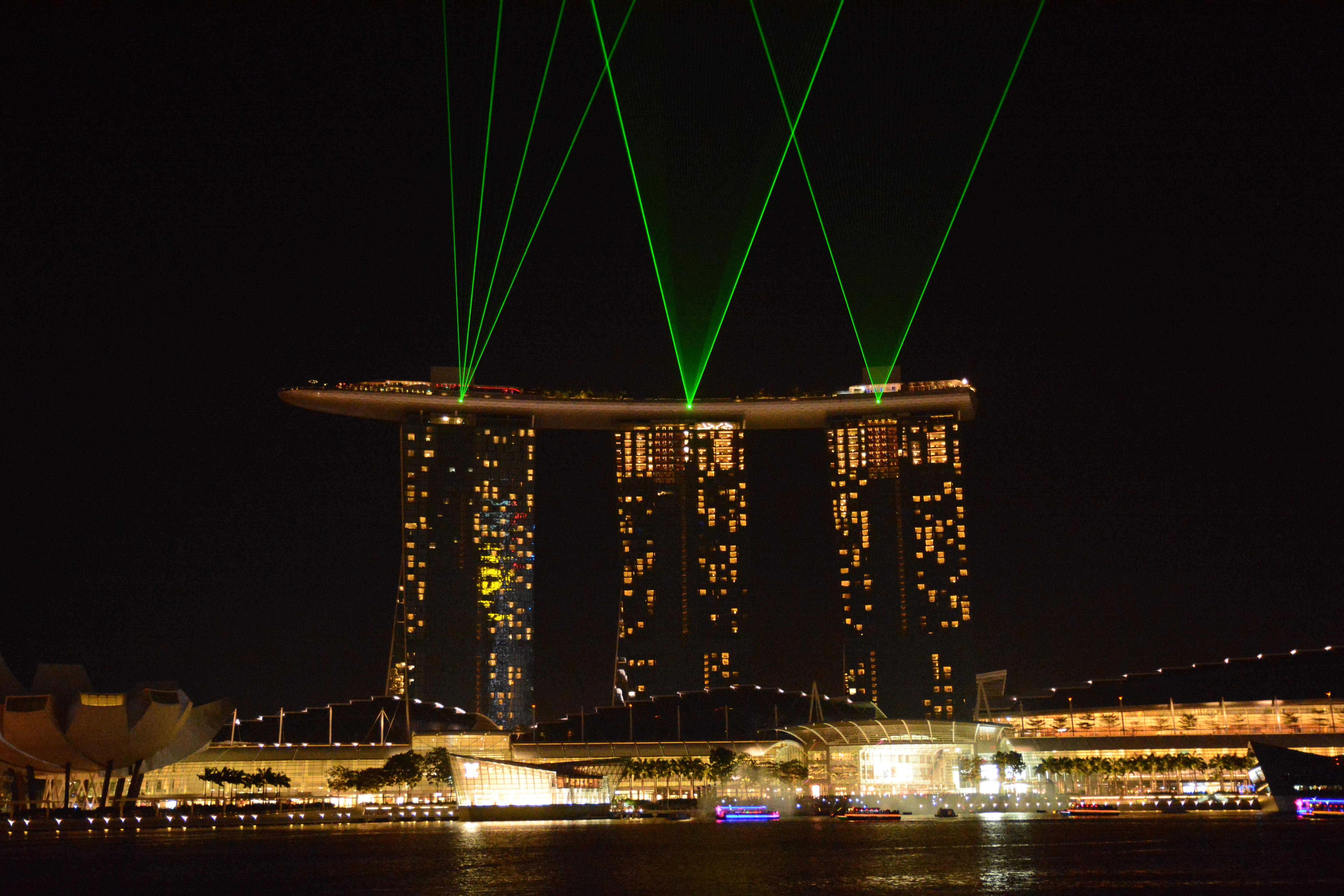
عرض لأضواء الليز
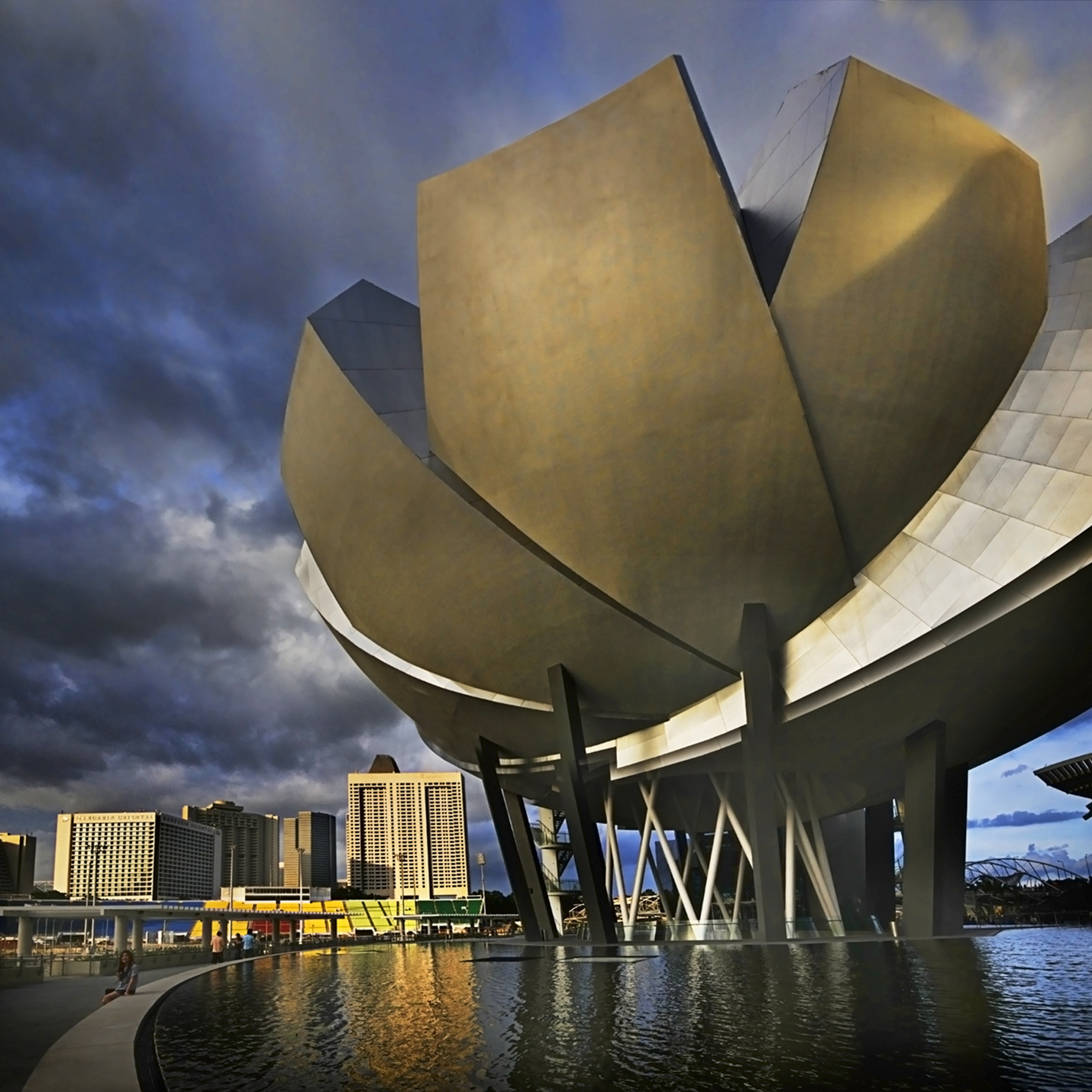
متحف الآرت ساينس على شكل زهرة لوتس
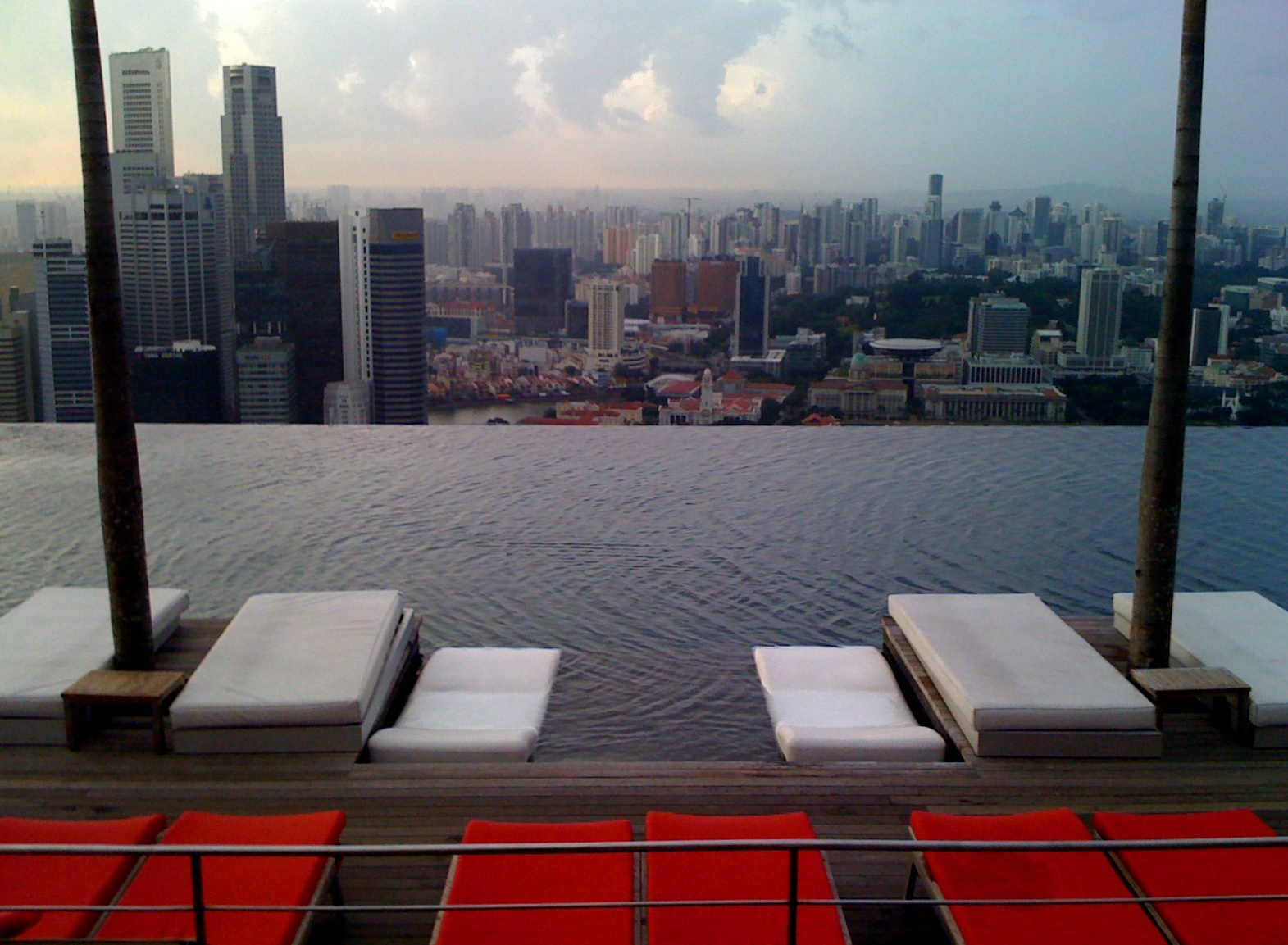
حمام السباحة اللانهائي
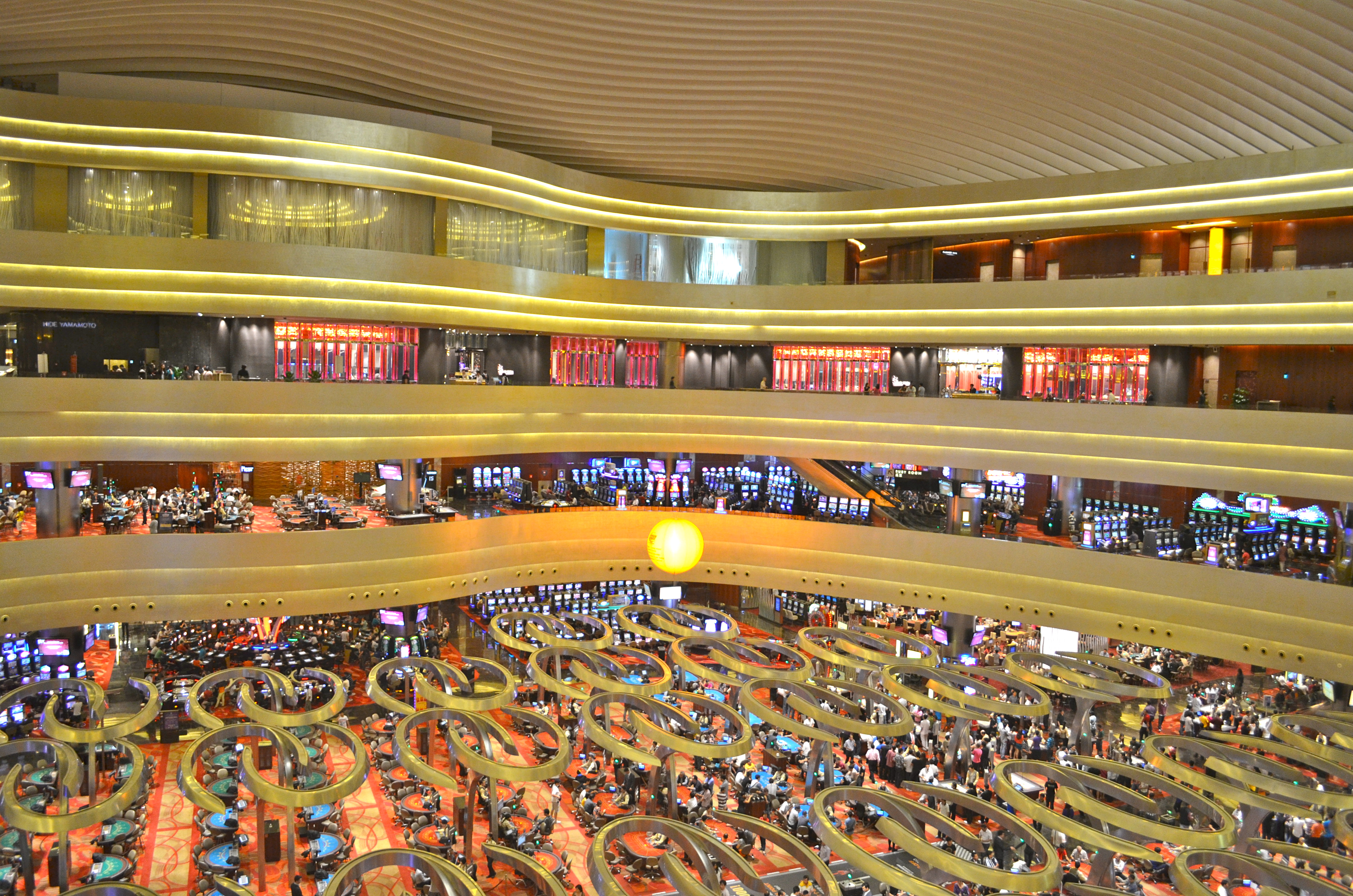
أكبر قاعة قمار في العالم
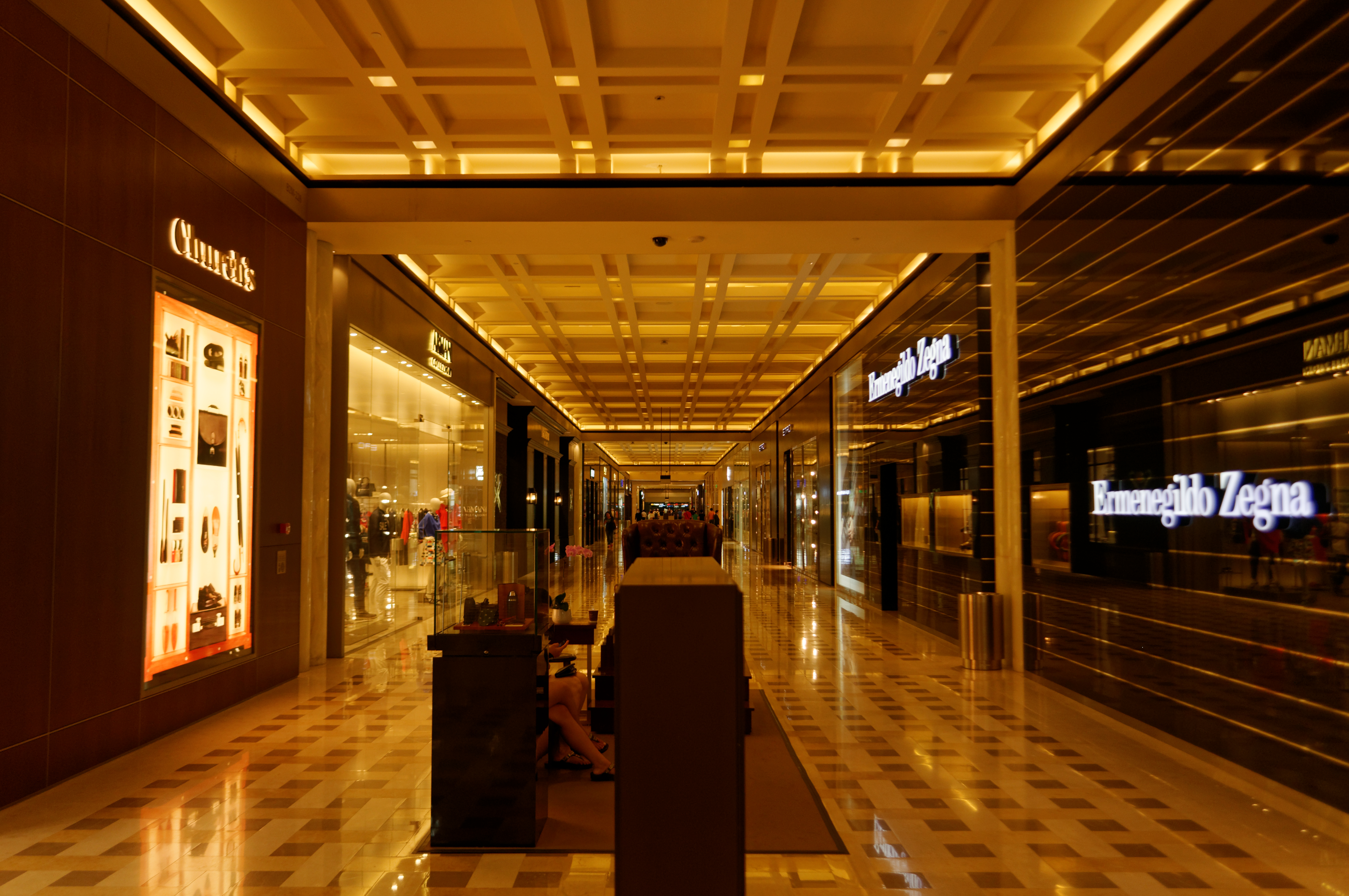
من الداخل
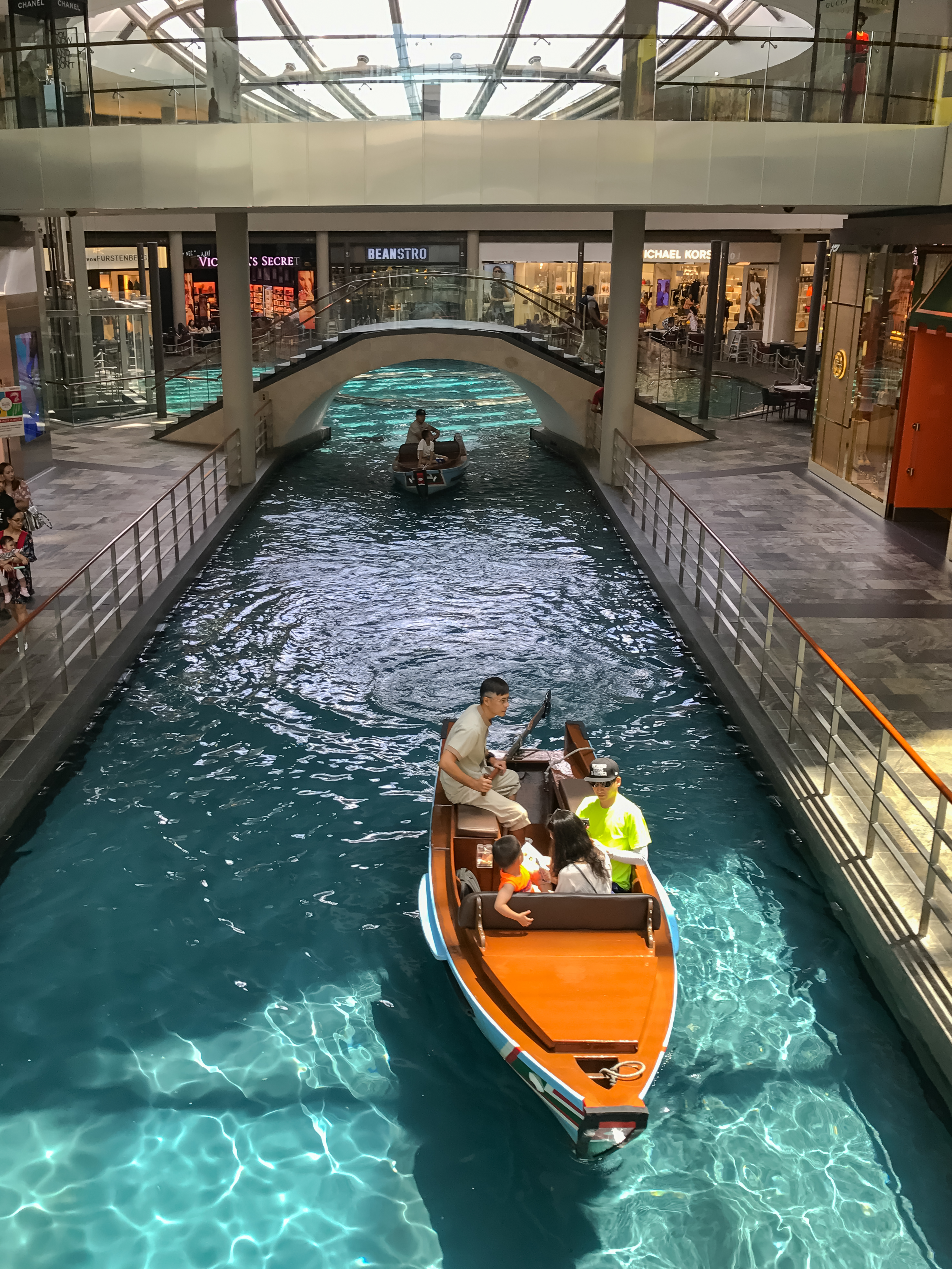
شكل من أشكال الترفيه

## المزيد من القراءة
- رايد، روبرا (أغسطس 2011). "مخيلة الأبراج". الهندسة المدنية: مجلة: 50–59. مؤرشف من الأصل في 2008-02-10. العبقرية الهندسية التي تقف وراء المشروع

## وصلات خارجية
- لاس فيغاس ساندز تعلن عن منتجع متكامل
- صفدي يصمم منتجع الأحلام في سنغافورة (أركيتيكتورال ريكورد)
- موشي صفدي وشركاؤه | تفاصيل مشروع مارينا باي ساندز
- حفل الإفتتاح | ليزيرفيجن
- مارينا باي ساندز على مُعَرِّف فري بيس
- مارينا باي ساندز على معرف ملف استنادي دولي افتراضي
- مارينا باي ساندز على معرف موضوع كيورا
- مارينا باي ساندز على معرف موقع ستركتر